# زمین‌لرزه ۱۹۲۰ مکزیک
زمین‌لرزه مکزیک  در تاریخ ۳ ژانویه ۱۹۲۰ میلادی، برابر با ‎۱۲ دی ۱۲۹۸، ساعت ۲۱:۴۸:۰۳ به زمان یوتی‌سی در مکزیک رخ داد. بزرگی آن ۷٫۸ در مقیاس ریشتر اعلام شده‌است. زمین‌لرزه به وقت محلی در روز شنبه، ساعت ۱۵ روی داده و منطقه زمانی آن یوتی‌سی -۶ بوده‌است (با لحاظ تغییر ساعت تابستانی).
سازمان زمین‌شناسی آمریکا نیز جای این زمین‌لرزه را در مختصات ۱۹°۱۶′شمالی ۹۶°۵۸′غربی / ۱۹٫۲۶°شمالی ۹۶٫۹۷°غربی و بزرگی آنرا برابر با ۷٫۸ در مقیاس ریشتر اعلام کرده‌است. 